# Kenilworth (Nueva Jersey)
Kenilworth es una ciudad ubicada en el condado de Union en el estado estadounidense de Nueva Jersey. En el año 2010 tenía una población de 7,914 habitantes y una densidad poblacional de 2,438 personas por km².

## Geografía
Kenilworth se encuentra ubicado en las coordenadas 40°40′29″N 74°17′27″O / 40.67472, -74.29083.

## Demografía
Según la Oficina del Censo en 2000 los ingresos medios por hogar en la localidad eran de $59,929 y los ingresos medios por familia eran $66,500. Los hombres tenían unos ingresos medios de $40,808 frente a los $34,698 para las mujeres. La renta per cápita para la localidad era de $24,343. Alrededor del 2% de la población estaba por debajo del umbral de pobreza.